# Saldaña
Saldaña – gmina w Hiszpanii, w prowincji Palencia, w Kastylii i León, o powierzchni 131,95 km². W 2011 roku gmina liczyła 3032 mieszkańców.